# Moises Hernandez
Moises Hernandez (* 5. März 1992 in Dallas) ist ein guatemaltekisch-US-amerikanischer ehemaliger Fußballspieler, der meist als Abwehrspieler eingesetzt wurde.

## Karriere

### Vereinskarriere
Am 30. Juli 2010 unterzeichnete Hernandez einen Profivertrag nach der Homegrown Player Rule beim FC Dallas. Dieser erlaubte es ihm aber nicht, während der Saison 2010 einen Einsatz in der Major League Soccer zu absolvieren. Sein Pflichtspieldebüt absolvierte Hernandez am 30. Mai 2012 in einem Pokalspiel um den Lamar Hunt U.S. Open Cup.
Am 20. Juni 2012 wurde er für den Rest der Saison zum CSD Comunicaciones nach Guatemala ausgeliehen. Dort absolvierte er vier Ligaspiele.
Im Januar 2013 wurde Hernandez nach Costa Rica zu CD Saprissa ausgeliehen, für die er in insgesamt 20 Ligaspielen eingesetzt wurde.
Am 29. April wurde bekannt gegeben, dass Hernandez den Rest der Saison an Rayo OKC in die North American Soccer League ausgeliehen wird.